# Жалійка
Жалійка або ріжок — слов'янський народний язичковий інструмент, відомий ще з часів Київської Русі. На вигляд «жалійка» як дерев'яна дудка, у кінець якої встромляється пищик. У верхній частині вона має 6–9 отворів. На кінець трубки одягається розтруб, він виготовляється з 
коров'ячого рогу або берести. Жалійка має різкий, голосний, гугнявий звук.
Також за своїм звучанням «жалійка» дуже близька до волинки, однак монофонічна, тобто позбавлена додаткових бурдонних звуків.
Назва походить від слова «жалітись», оскільки інструмент часто-густо використовували у поховальних обрядах. В Україні поширена відносно мало, зате мала широкий вжиток у Білорусі.
Стандартний стрій — діатонічний або натуральний, що й притаманно народним інструментам. Однак є варіації хроматичних жалійок із системою клапанів і без.
Почути жалійку можна в піснях українського етно-хаос гурту ДахаБраха. Також звуки жалійки — візитівка херсонського фольк-метал колективу Чур. Ще один приклад гри на жалійці простежується в пісні «Ім'янаречення» з альбому «Перехрестя двох вітрів» харківського фольк-метал гурту HASPYD.